# Lac Okanagan
Pour les articles homonymes, voir Okanagan (homonymie).
Le lac Okanagan (en anglais Okanagan Lake ou parfois Lake Okanagan) est un lac glaciaire profond et allongé situé dans la vallée de l'Okanagan au sud de la province de Colombie-Britannique au Canada. Le lac est globalement orienté du nord vers le sud. Il est prolongé à son extrémité sud par la rivière Okanagan qui coule en direction de la frontière avec les États-Unis pour rejoindre le Columbia.
La superficie du lac Okanagan est de 351 km2, sa longueur est de 111 km et sa largeur maximale de 6,4 km. L'altitude de sa surface est de 342 m.
Le lac Okanagan s’est formé il y a environ 10 000 ans après la dernière période glaciaire lors du retrait de l'inlandsis qui recouvrait la région. C’est un vestige d’un grand lac postglaciaire, le lac Penticton.
Il s'agit d'un lac méromictique, c'est-à-dire que les eaux de surface et de profondeur sont très longues à se mélanger. Le lac est alimenté par plusieurs petits ruisseaux, dont le plus important s'appelle le Mission. Le débit sortant du lac par son émissaire, la rivière Okanagan, est faible par rapport au volume du lac et le renouvellement de l'eau du lac n'est pas très important.
Les principales villes qui bordent le lac sont :
- Vernon située au nord ;
- Penticton située au sud ;
- Kelowna située sur la rive est ;
- Westbank (district municipal de Westside) située sur la rive ouest, juste en face de Kelowna.

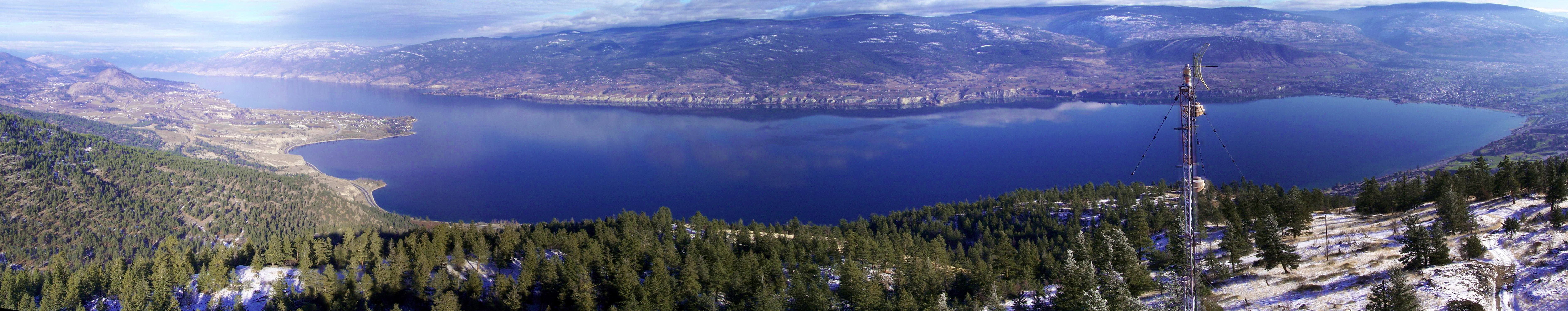
Vue panoramique du lac Okanagan.

## Légende
Le lac Okanogan est renommé pour le monstre marin légendaire qui y habiterait et qui est appelé Ogopogo (un palindrome provenant du titre de la chanson humoristique anglaise des années 1920 de William Brimblecombe intitulée Ogopogo Song).